# Wiesław Kiczan
Wiesław Kiczan (ur. 10 czerwca 1932 w Kałuszu, zm. 30 grudnia 2010) – polski działacz partyjny i państwowy, inżynier, pierwszy zastępca Ministra Górnictwa (1980–1981).

## Życiorys
Syn Ludwika i Wiery. Z wykształcenia inżynier, uzyskał stopień doktora. W 1954 wstąpił do Polskiej Zjednoczonej Partii Robotniczej. Należał do założycieli powołanego w grudniu 1956 w związku z wydarzeniami października 1956 Związku Młodzieży Robotniczej. W kolejnym roku współtworzył Związek Młodzieży Socjalistycznej, zasiadał w jego Komitecie Centralnym. Od 1957 do 1981 członek Komitetu Wojewódzkiego PZPR w Katowicach, pełnił w nim m.in. funkcje kierownika Wydziału Węglowego (1964–1969), członka egzekutywy (1969–1972) i sekretarza (1969–1972, 1976–1980). Na początku lat 80. wchodził w skład Centralnej Komisji Rewizyjnej PZPR. Zasiadał w Wojewódzkiej Radzie Narodowej w Katowicach, od marca do listopada 1980 pełniąc funkcję wiceprzewodniczącego jej prezydium.
W latach 1972–1976 wiceprezes Wyższego Urzędu Górniczego. Od października 1980 do kwietnia 1981 pozostawał pierwszym zastępcą ministra górnictwa w randze podsekretarza stanu, był m.in. jednym z sygnatariuszy porozumienia jastrzębskiego ze strajkującymi górnikami. W czerwcu 1981 wydalony z partii pod zarzutem nadużyć (w ramach rozliczeń z bliskimi współpracownikami Edwarda Gierka). Od 13 grudnia 1981 do 3 marca 1982 internowany w ośrodku odosobnienia w Głębokiem, w ramach represji pracę straciła też jego żona. W 1984 oczyszczony z zarzutów i przyjęty ponownie do PZPR. W 2002 należał do inicjatorów Stowarzyszenia im. Edwarda Gierka, opublikował także książkę wspomnieniową.
5 stycznia 2011 pochowany na Cmentarzu Lipowym w Gliwicach.